# 查塔姆島企鵝
查塔姆島企鵝（學名：Eudyptes warhami）是查塔姆群島的一種企鵝。
查塔姆島企鵝只有亞化石骨頭，有可能到了19世紀末才滅絕。於1867年至1872年間，有一種飼養的企鵝很可能就是查塔姆島企鵝。牠們應該是一個獨立的物種，喙位置低而細小。